# Rivière Gentilly
Pour les articles homonymes, voir Gentilly.
La rivière Gentilly est un affluent de la rive sud du fleuve Saint-Laurent. Cette rivière coule dans les municipalités de Saint-Louis-de-Blandford (MRC d'Arthabaska), Manseau, Lemieux, Sainte-Marie-de-Blandford et Bécancour (MRC de Bécancour), dans la région administrative du Centre-du-Québec, au Québec, au Canada.

## Toponymie
La rivière est connue à l'origine sous le nom de « Petite rivière puante » au XVIIe siècle. L'usage se perdure au cours de la première moitié du XVIIIe siècle. L'adjectif « petite » fait référence à la rivière Bécancour, qui était à l'origine désigné la « rivière Puante ». Dans son Histoire et description générale de la Nouvelle-France, Pierre-François-Xavier de Charlevoix donne trois hypothèses pour l'origine du nom de la rivière. La première fait simplement allusion à l'odeur de l'eau. La seconde serait la grande présence de rats musqués dont les Amérindiens ne supportent pas l'odeur. Quant à la troisième, il pourrait faire allusion à une bataille entre les Algonquins et les Iroquois à proximité de la rivière, dont les corps en putréfaction serait resté longtemps sur place.
Quant à « Gentilly », il est apparu sur un avis de dénombrement de 1734. Le nom se généralise sur les cartes à partir de 1763. Le nom fait référence à la seigneurie de Gentilly, concédé à Michel Pelletier de La Prade en 1676. Le toponyme « rivière Gentilly » a été officialisé le 5 décembre 1968 à la Commission de toponymie du Québec.

## Géographie
Le cours de la rivière débute dans Manseau, du côté est de la route de la Belgique, du côté nord de l'autoroute 30 puis traverse la limite de Lemieux et traverse le lac Soulard et prend ensuite la direction nord-ouest pour se jeter dans l'estuaire du Saint-Laurent à Bécancour, à huit kilomètres à l'ouest de Gentilly. Sur son parcours, la rivière ne rencontre qu'un obstacle, les chutes Thibodeau, hautes de deux mètres. Son principal affluent est la rivière Gentilly Sud-Ouest, qui a elle même une longueur de 31,7 km. 
À partir de son crénon, elle coule sur environ 56 km et son bassin versant fait 318,7 km2.
Le débit de la rivière a été calculé à partir d'une station hydrologique active de 1972 à 1978. Cette dernière donne à la rivière un débit moyen de 3,6 m3/s avec une crue maximale de 91,2 m3/s et un étiage à 0,3 m3/s.